# Större bomullsfly
Större bomullsfly, Spodoptera dolichos är en fjärilsart som beskrevs av Johan Christian Fabricius 1794. Större bomullsfly ingår i släktet Spodoptera och familjen nattflyn, Noctuidae. Större bomullsfly är en migrerande art och är klassad som tillfällig i Sverige efter ett fynd i Värmland. Värmlandsfyndet är än så länge är det enda fyndet i Sverige. I Finland finns inga fynd av arten. Inga underarter finns listade i Catalogue of Life.